# Ermite de Rucker
Pour les articles homonymes, voir Rucker.
Threnetes ruckeri
Espèce
Statut de conservation UICN

 LC  : Préoccupation mineure
Statut CITES
L'Ermite de Rucker (Threnetes ruckeri), anciennement Ermite de Rücker, est une espèce de colibris (famille des Trochilidae).

## Description
L'ermite de Rucker a le dessus vert-bronze métallique ou verdâtre, plus terne sur le haut de la tête où les plumes sont étroitement bordées et striées de sombre. Le dessus de la couverture caudale à l'extrémité cannelle pâle ou de chamois grisâtre pâle bordée par une fine ligne courbe sombre. La paire médiane des rectrices est vert-bronze avec une pointe blanche terne ou chamois pâle, les autres rectrices sont blanches sur la partie inférieure et noires sur la partie supérieure, avec l'extérieur bordé de plumes vert-bronze avec une pointe blanche ou chamois pâle. Les rémiges sont sombres légèrement teintées de violacée. Les régions suborbitale et auriculaire sont brun-noirâtre ou sombre, bordées au-dessus d'une tache post-oculaire ou d'une courte bande cannelle pâle ou chamois, et au-dessous d'une bande malaire de la même couleur. Le menton et le haut de la gorge sont sombres, les plumes bordées ou pointées de chamois-grisâtre ou cannelle pâle. Le bas de la gorge et le haut de la poitrine sont cannelle-roux évoluant progressivement en gris pâle chamoisé sur le bas de la poitrine et l'abdomen (teinté de cannelle-roux). Les flancs sont gris-chamois profond plus ou moins teintés de cannelle-roux pâle. Le dessous de la couverture caudale est olive-bronze largement marbré de cannelle ou de cannelle-chamois. Le bec est noir sombre avec le dessous blanchâtre, les pattes sont brun pâle ou jaunâtre terne et l'œil est marron foncé.

## Répartition
Cet oiseau est présent au Belize, en Colombie, au Costa Rica, en Équateur, au Guatemala, au Honduras, au Nicaragua, au Panama et au Venezuela.

## Habitat
Ses habitats sont les forêts tropicales et subtropicales humides de basses et hautes altitudes, les forêts humides de broussailles mais aussi les anciennes forêts fortement dégradées et les plantations agricoles.

## Sous-espèces
D'après la classification de référence (version 10.1, 2020) du Congrès ornithologique international, cette espèce est constituée des trois sous-espèces suivantes (ordre phylogénique) :
- Threnetes ruckeri ruckeri (Bourcier, 1847) ;
- Threnetes ruckeri venezuelensis Cory, 1913 ;
- Threnetes ruckeri ventosus Bangs & Penard, TE, 1924.

Carte de répartition de l'espèce